# Słobity-Stacja Kolejowa
Słobity-Stacja Kolejowa est un village polonais de la voïvodie de Varmie-Mazurie, dans le powiat de Braniewo.